# Wheatland (Dakota del Norte)
Wheatland es un lugar designado por el censo ubicado en el condado de Cass en el estado estadounidense de Dakota del Norte. En el censo de 2010 tenía una población de 68 habitantes y una densidad poblacional de 6,54 personas por km².

## Geografía
Wheatland se encuentra ubicado en las coordenadas 46°54′18″N 97°20′44″O / 46.90500, -97.34556. Según la Oficina del Censo de los Estados Unidos, Wheatland tiene una superficie total de 10.39 km², de la cual 10.39 km² corresponden a tierra firme y (0%) 0 km² es agua.

## Demografía
Según el censo de 2010, había 68 personas residiendo en Wheatland. La densidad de población era de 6,54 hab./km². De los 68 habitantes, Wheatland estaba compuesto por el 98.53% blancos, el 0% eran afroamericanos, el 1.47% eran amerindios, el 0% eran asiáticos, el 0% eran isleños del Pacífico, el 0% eran de otras razas y el 0% pertenecían a dos o más razas. Del total de la población el 0% eran hispanos o latinos de cualquier raza.